# Acanthogorgia japonica
Acanthogorgia japonica is een zachte koraalsoort uit de familie Acanthogorgiidae. De koraalsoort komt uit het geslacht Acanthogorgia. Acanthogorgia japonica werd in 1908 voor het eerst wetenschappelijk beschreven door Kükenthal & Gorzawsky. 